# Irena Ożóg
Irena Władysława Ożóg (ur. 19 października 1953 w Tomaszowie Lubelskim) – polska ekonomistka, specjalistka podatków i urzędniczka państwowa, doktor nauk ekonomicznych, w latach 2001–2003 podsekretarz stanu w Ministerstwie Finansów i Główny Rzecznik Dyscypliny Finansów Publicznych.

## Życiorys
Ukończyła studia ekonomiczne. W 1990 obroniła w Szkole Głównej Planowania i Statystyki napisany pod kierunkiem Jana Szczepańskiego doktorat z zakresu finansów pt. Podatek dochodowy w warunkach reformy gospodarczej. Wykładała później na SGH i Uniwersytecie Warszawskim. Autorka dziewięciu książek i około 200 monografii i artykułów na temat prawa finansowego, zwłaszcza podatkowego. Należy do Krajowej Izby Doradców Podatkowych. Zasiadła w zarządach o radach nadzorczych kilkudziesięciu spółek, m.in. PGNiG. Została wspólnikiem kancelarii prawnej Ożóg/Pytlak i partnerem zarządzającym w kancelarii Ożóg Tomczykowski.
W 1997 bez powodzenia ubiegała się o mandat posła na Sejm w okręgu warszawskim z listy polskiego Stronnictwa Ludowego. Pracowała w Ministerstwie Finansów, m.in. jako dyrektor departamentu podatków bezpośrednich. Na przełomie października i listopada 2001 objęła funkcję podsekretarz stanu w tym resorcie, odpowiedzialnej za podatki. 7 listopada 2001 została również Głównym Rzecznikiem Dyscypliny Finansów Publicznych. Pełniła funkcję do 17 stycznia 2003, kiedy to zrezygnowała z przyczyn osobistych. Była proponowana jako minister ds. polityki podatkowej w gabinecie cieni Business Centre Club.
W 2005 otrzymała Krzyż kawalerski Orderu Odrodzenia Polski.